# 菲尔苏姆
菲尔苏姆是德国下萨克森州的一个市镇。总面积23.76平方公里，总人口2075人，其中男性1029人，女性1046人（2011年12月31日），人口密度87人/平方公里。